# Busbrug Uithoorn
De Busbrug Uithoorn is een voormalige beweegbare spoorbrug, thans beweegbare busbrug, over de Amstel en gelegen tussen Uithoorn en Amstelhoek. De brug ligt in de busbaan die is aangelegd op het voormalige tracé van de spoorlijn Aalsmeer - Nieuwersluis-Loenen en loopt van het op 24 mei 1998 verplaatste busstation Uithoorn langs het voormalige station Uithoorn en ligt daar tussen de Stationsstraat en Petrus Steenkampweg. De brug vormt tussen de Wilhelminakade in Uithoorn en de Amstelkade in Amstelhoek de grens tussen de provincies Noord-Holland en Utrecht. De busbaan sluit bij de Tienboerenweg in Amstelhoek aan op de omgelegde Provinciale weg 201.
De oorspronkelijke enkelsporige spoorbrug werd op 1 december 1915 in gebruik genomen door de spoorlijn Aalsmeer - Nieuwersluis-Loenen, onderdeel van de Haarlemmermeerspoorlijnen. Het reizigersverkeer per trein werd gestaakt op 3 september 1950 en voor het goederenverkeer op 31 mei 1986 en daarmee kwam de brug buiten gebruik. Omdat het busverkeer tussen Uithoorn en Mijdrecht veel hinder ondervond van het overige verkeer en er regelmatig sprake was van filevorming met als gevolg vertragingen werd besloten tot aanleg van een speciale busbaan over het voormalige spoorwegtracé tussen busstation Uithoorn en de Tienboerenweg. Sindsdien is de brug omgebouwd tot busbrug.
De brug wordt in de zomer dagelijks bediend maar in het weekeinde niet in de avonduren, in de winter vindt op zaterdagmiddag en zondag geen bediening plaats.
Tegenwoordig wordt de busbrug gebruikt door Syntus Utrecht lijnen 123, 130 en 526. Door de aanleg van trambaan van de in 2024 verlengde Amsteltram naar het voormalige station Uithoorn is de brug en de vrije busbaan gedurende de werkzaamheden tijdelijk buiten gebruik geweest.